# 화표

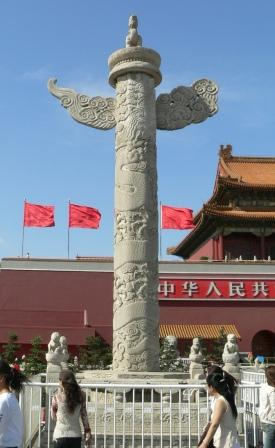
베이징 천안문 앞에 세워져 있는 화표

화표(중국어 간체자: 华表, 정체자: 華表, 병음: huábiǎo 화뱌오[*])는 중국의 전통적인 건축 양식에서 사용되는 기둥을 말한다. 일반적으로 대좌(臺座, 받침대), 반룡주(蟠龍柱, 똬리를 틀고 있는 용이 새겨져 있는 기둥), 승로반(承露盤)과 그 위에 있는 준수상(蹲獸像)으로 구성되어 있다. 화표는 일종의 건축 양식으로 손꼽히지만 중국의 상징 가운데 하나로 여겨지기도 한다.
주로 궁전과 왕릉, 도로 양쪽에 세워져 있으며 흔히 신도주(神道柱), 석망주(石望柱)라고 부르기도 한다. 화표는 대개 한백옥으로 만들며 받침대는 대부분 사각형 모양을 하고 있는데 이를 연화좌(蓮花座) 또는 수미좌(須彌座)라고 한다. 화표 앞쪽에는 용이 새겨져 있으며 반룡주의 경우에는 반룡반(蟠龍盤)과 유운문(流雲紋)이 함께 새겨져 있다.
화표 상단 양쪽에는 운판(雲板)의 일종인 비방목(誹謗木)이 놓여져 있으며 석주(石柱, 돌기둥) 위에는 동그라미 모양을 하고 있는 승로반(承露盤)이 놓여져 있는데 승로반은 하늘과 땅에 상응한다. 승로반 위에는 하늘을 향해 포효하고 있는 신수가 새겨져 있는데 이를 조천후(朝天吼) 또는 망천후(望天吼)라고 부른다.
대표적인 화표로 천안문에 있는 두 개의 화표가 있다. 이 화표는 약 500년의 역사를 갖고 있으며 일설에 따르면 천안문 바깥쪽에 있는 화표는 왕의 귀환, 안쪽에 있는 화표는 왕의 외출을 뜻한다고 한다. 난징에 있는 오평충 제후의 무덤 앞에도 화표가 있는데 남북조 시대 때 양나라에서 세워진 돌기둥이라고 한다.

## 사진

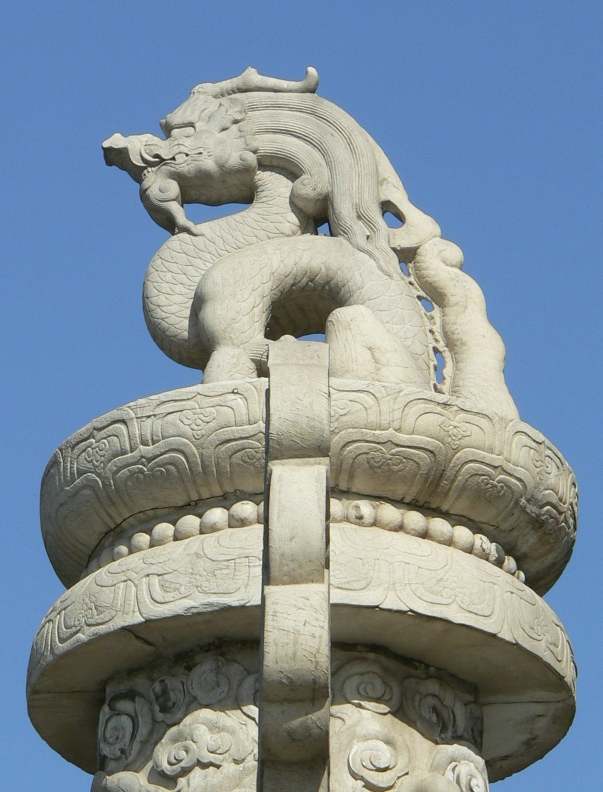
화표 기둥머리에 세워져 있는 준수상
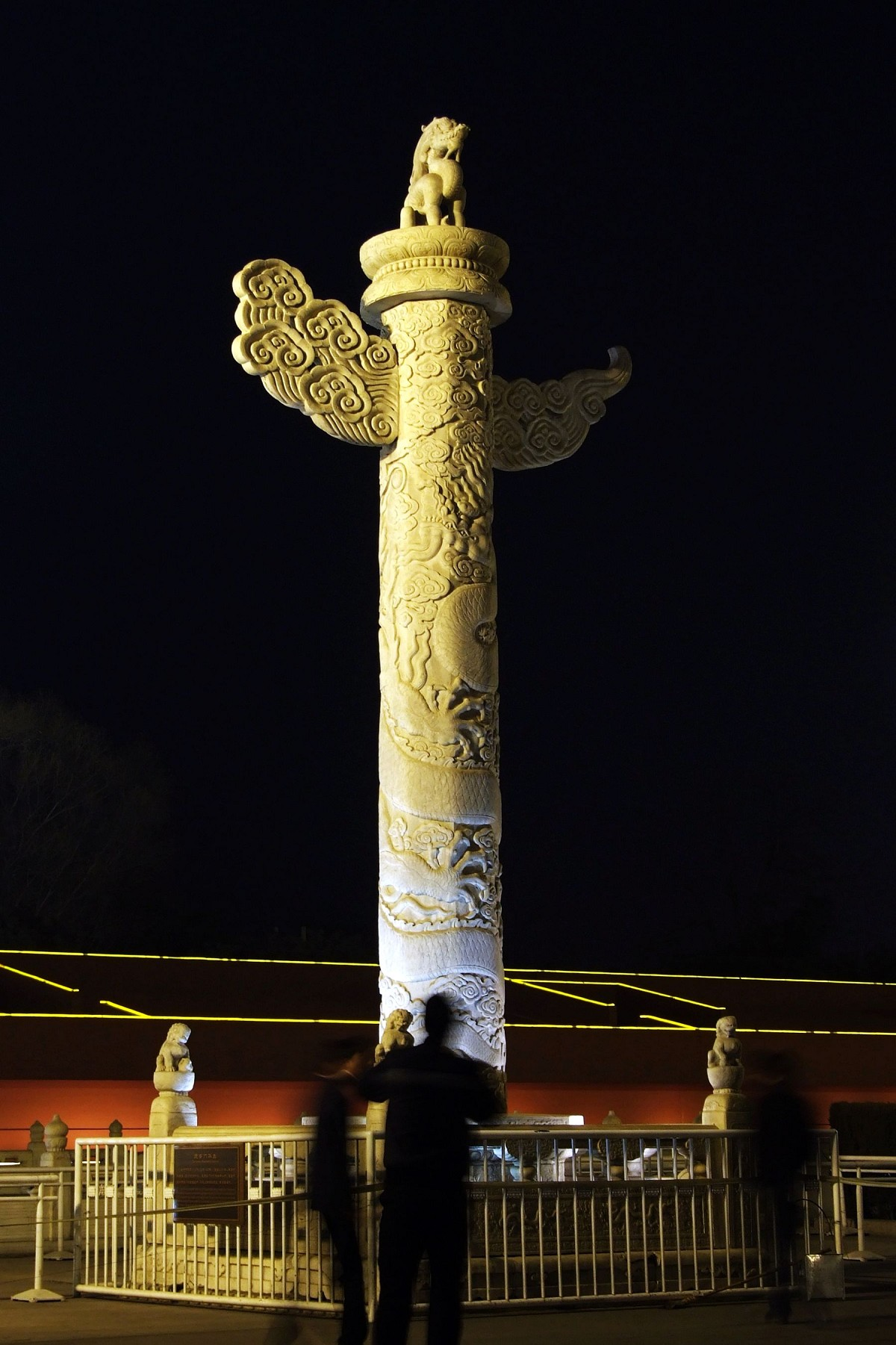
화표 야경
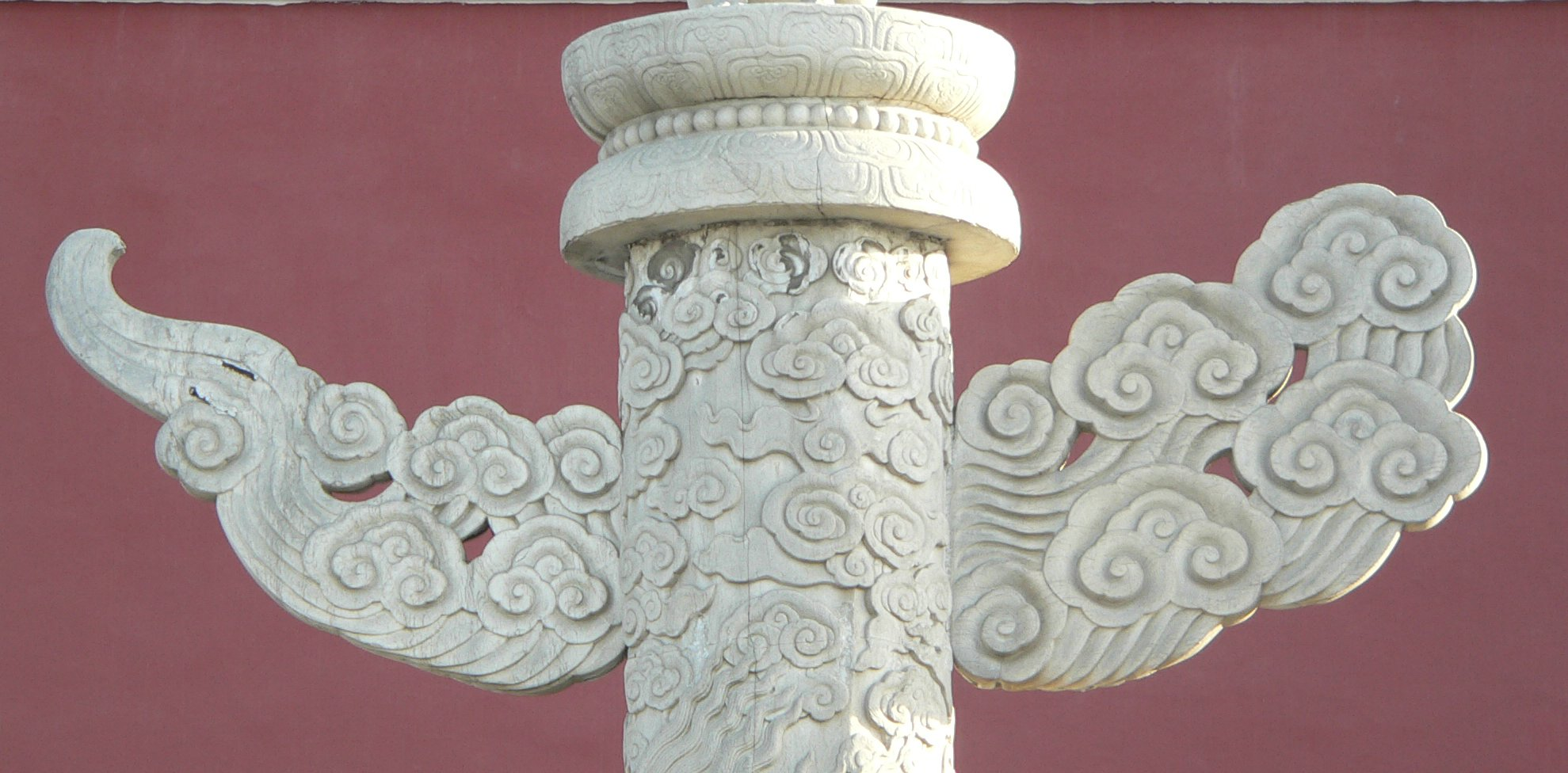
화표 운판

## 같이 보기
- 패방